# رجینالد شروتر
رجینالد شروتر (انگلیسی: Reginald Schroeter; ۱۱ سپتامبر ۱۹۲۱ – ۳۰ ژوئیهٔ ۲۰۰۲) بازیکن هاکی روی یخ اهل کانادا بود.